# Palpada funerea
Palpada funerea är en tvåvingeart som först beskrevs av Camillo Rondani 1851.  Palpada funerea ingår i släktet Palpada och familjen blomflugor.
Artens utbredningsområde är Ecuador. Inga underarter finns listade i Catalogue of Life.